# Leandro Damião
Leandro Damião da Silva dos Santos, noto semplicemente come Leandro Damião (Jardim Alegre, 22 luglio 1989), è un ex calciatore brasiliano, di ruolo attaccante.

## Caratteristiche tecniche
Attaccante atipico, predilige la posizione di prima punta e ha buona freddezza sotto porta. Il suo piede forte è il destro, calcia bene dalla media distanza, in alcune occasioni riesce a segnare calciando pure da fuori area, usa anche il colpo di testa, inoltre nel suo repertorio sono compresi pure i tiri in rovesciata. Tra le sue qualità rientrano l'intraprendenza offensiva, la forza fisica e la velocità nella corsa.

## Carriera

### Club

#### Marcílio Dias e Atlético Tubarão
Damião ha iniziato la sua carriera come centrocampista, giocando per squadre locali come il Jardim Alegre, guadagnando inizialmente 15 euro a partita, gioca poi con il Marcílio Dias dichiarando: "Quando sono andato a Ibirama un sacco di gente mi ha detto che non ero abbastanza bravo per giocare a calcio" ha affermato "Ho avuto un sacco di problemi da affrontare e ho quasi abbandonato il calcio per andare ad aiutare la mia famiglia". Durante il suo periodo con l'Atlético Tubarão si è affermato nell'undici titolare, venendo spostato in una posizione più avanzata, attaccante.

#### Atlético de Ibirama e Internacional
In seguito ha giocato una seconda stagione con l'Atlético de Ibirama nel 2009. Dopo aver segnato otto gol nel campionato di Santa Catarina, Damião è stato trasferito all'Internacional dove ha vinto tre titoli con il club. Ha segnato una doppietta al suo debutto nel Campeonato Gaúcho ed è stato chiamato a disputare la Copa Libertadores debuttando nella vittoria in finale contro il Chivas in rimonata per 3-2, Damião riesce persino a segnare una rete. Il 24 agosto 2011 vince la Recopa Sudamericana contro l'Indipendiente realizzando una doppietta (2-1 all'andata per l'Indipendiente e 3-1 al ritorno per l'Internacional).
Stabilisce un record personale, nel 2011, segnando 14 reti nel campionato brasiliano, riesce a mettere a segno un gol nel pareggio per 1-1 contro il Bahia. sigla un gol contro il Figueirense vincendo per 4-1, è autore di una rete vincendo per 4-0 ai danni dell'Atlético Mineiro, è l'uomo partita nella vittoria per 3-1 contro l'Avaí con un gol e due assist vincenti, segna una rete pure contro il Cruzeiro vincendo per 3-2, realizza una tripletta che consegna la vittoria per 3-0 contro il Palmeiras, l'ultima rete la segna nella partita vinta per 2-1 contro il Botafogo. Nell'edizione 2012 della Copa Libertadores segna sei gol, tra cui la rete del 1-0 vincendo contro l'Once Caldas e la tripletta che contribuisce alla vittoria per 5-0 contro il The Strongest.

#### Santos e Cruzeiro
Nel dicembre 2013 viene acquistato dal Santos per 41 milioni di Real (13 milioni di €) il trasferimento sarà effettivo dal 1º gennaio 2014. Esordisce in maglia bianconera il 20 aprile 2014 nella vittoria per 1-0 contro lo Sport Club do Recife, segna il suo primo gol con il Santos il 21 agosto nella vittoria 2-0 contro il Atlético Mineiro, è autore della rete del 3-1 battendo il Figueirense e con lo stesso risultato si conclude la partita contro il Vitória dove Damião apre le marcature, il suo gol consegna la vittoria su 1-0 contro il Bahia, inoltre la sua doppietta decide la partita su 2-0 contro il Botafogo.
Il 7 gennaio 2015 viene ceduto in prestito al Cruzeiro, esordisce il 26 febbraio in Coppa Libertadores nel pareggio 0-0 contro il Club Universitario San Francisco Xavier. Durante il campionato continentale contro il São Paulo, il Cruzeiro perde la partita di andata per 1-0, col medesimo risultato si conclude quella di ritorno ma in favore del Cruzeiro per merito del gol di Damião, vincendo poi per 4-3 ai rigori benché Damião non sia riuscito a segnare dal dischetto. Durante il campionato brasiliano segna due reti nella partita vinta per 3-1 il Vasco da Gama.

#### Betis e Flamengo
Nel 2016 ha una breve esperienza in Spagna con la squadra del Betis giocando solo tre partite, ovvero il pareggio per 1-1 con il Rayo Vallecano, e le sconfitte per 1-0 contro il Málaga e per 5-1 contro il Atlético Madrid. Torna poi a giocare in Brasile con la maglie del Flamengo, il 21 agosto segna il suo primo gol sconfiggendo per 2-1 il Grêmio e poi sigla un'altra rete nella partita successiva vinta per 3-1 contro il Chapecoense. Nella Coppa Sudamericana segna un gol sconfiggendo per 5-1 il Palestino. Nell'edizione 2017 realizza una rete contro l'Atlético Goianiense, nel pareggio contro l'Avaí Damião segna il gol del 1-1, l'ultima rete la riesce a segnarla contro il Ponte Petra vincendo per 2-0.

#### Ritorno all'Internacional
Damião ritorna a giocare nell'Internacional, nella seconda divisione, ma durante il campionato la squadra viene promossa in prima divisione raggiungendo il secondo posto in classifica, con quattro punti di distacco dalla terza classificata, il Ceará, Damião è stato determinante per l'impresa avendo segnato una doppietta nel pareggio per 2-2 contro il Luverdense oltre che nelle partite vinte per 3-2 contro il Paysandu e per 2-0 contro il Goiás. Una volta tornato a giocare in prima divisione, nell'edizione 2018 del campionato, Damião segna dieci gol, siglando una rete contro il Santos e il Corinthians vincendo entrambe le partite per 2-1, segna un gol pure contro l'América FC vincendo per 2-0, inoltre riealizza una doppietta sconfiggendo il São Paulo per 3-1.

#### Kawasaki Frontale e Coritiba
Nel 2019 si trasferisce in Giappone giocando con il Kawasaki Frontale, esordisce il 16 febbraio nella Supercoppa del Giappone dove Damião segna la rete del 1-0 battendo l'Urawa Reds. Vince il campionato giapponese segnando tredici gol, il primo contro l'FC Tokyo vincendo per 4-0, segna una rete in tre vittorie consecutive contro l'Oita Trinita (2-0), il Consadole Sapporo (6-1) e il Cerezo Osaka (5-2), riesce poi a ripetersi segnando un gol in altri tre match consecutivi vinti dal Kawasaki Frontale contro il Vissel Kobe (3-2), il Sanfrecce Hiroshima (5-1) e l'Urawa Reds (3-0), l'ultima rete la sigla nella partita conclusiva della stagione sconfiggendo in rimonta per 3-2 il Kashiwa Reysol.
Vince l'edizione 2021 del campionato nipponico, Damião segna una doppietta in varie vittorie: contro il Tokushima Vortis (2-0), il Nagoya Grampus (4-0) il Cerezo Osaka (3-2) e il Gamba Osaka (4-1), con i suoi decide la vittoria su 1-0 sia contro lo Shimizu S-Pulse che contro l'FC Tokyo, sigla una rete anche contro il Kashima Antlers vincendo per 2-1, Damião viene eletto miglior marcatore del torneo, l'ultimo gol lo segna nella partita conclusiva contro lo Yokohama F·Marinos finita per 1-1, le due reti del match sono state segnate da Damião e Daizen Maeda che ottengono così a pari merito uno score di 23 gol ciascuno conquistando a pari merito il titolo di capocannoniere.
Torna a giocare in Brasile, nel 2024, con il Coritaba nella seconda divisione, disputa in tutto sedici partite con un totale di tre gol, l'ultimo segnato l'8 giugno battendo l'Ituano per 4-2.

### Nazionale
Esordisce in Nazionale il 27 marzo 2011, nell'amichevole vinta per 2-0 contro la Scozia. Viene poi inserito nella lista dei pre-convocati per la Copa América, ma Menezes decide di non includerlo nella definitiva lista dei 23. Il 5 settembre 2011, nell'amichevole disputata a Londra contro il Ghana, segna il suo primo gol in Nazionale realizzando l'unica rete della partita.
Il 6 luglio 2012 viene convocato per partecipare alle Olimpiadi di Londra. Il 26 luglio nella prima giornata del gruppo C segna una rete nell'incontro vinto per 3-2 sull'Egitto. Sigla in gol pure contro la Nuova Zelanda, il 1º agosto, vincendo la partita per 3-0, mentre il 4 agosto realizza una doppietta nella gara contro l'Honduras: vincendo per 3-2, il Brasile si qualifica alle semifinali. Nella semifinale che vede i verdeoro opposti alla Corea del Sud segna altri due gol, contribuendo al successo per 3-0: scende in campo anche nella finale dell'11 agosto persa 2-1 contro il Messico, aggiudicandosi la medaglia d'argento. Con 6 reti complessive vince la classifica dei cannonieri delle Olimpiadi: è il terzo brasiliano della storia a riuscirci dopo Romário e Bebeto.
In tutto segna soltanto tre gol con la nazionale maggiore, le sue ultime reti riesce a segnarle in match amichevole, contro la Svezia vincendo per 3-0, e contro la Bolivia prevalendo per 4-0. Il 2 giugno 2013 gioca la sua ultima partita con la maglia del Brasile, nel pareggio per 1-1 contro l'Inghilterra.

## Statistiche

### Presenze e reti nei club
Statistiche aggiornate al 2 marzo 2022.
| Stagione                 | Squadra                  | Campionato               | Campionato | Campionato | Coppe nazionali | Coppe nazionali | Coppe nazionali | Coppe continentali | Coppe continentali | Coppe continentali | Altre coppe | Altre coppe | Altre coppe | Totale | Totale |
| Stagione                 | Squadra                  | Comp                     | Pres       | Reti       | Comp            | Pres            | Reti            | Comp               | Pres               | Reti               | Comp        | Pres        | Reti        | Pres   | Reti   |
| ------------------------ | ------------------------ | ------------------------ | ---------- | ---------- | --------------- | --------------- | --------------- | ------------------ | ------------------ | ------------------ | ----------- | ----------- | ----------- | ------ | ------ |
| 2008                     | Marcílio Dias            | C                        | 26         | 11         | -               | -               | -               | -                  | -                  | -                  | -           | -           | -           | 26     | 11     |
| 2009                     | Atlético de Ibirama      | PD/SC                    | 18         | 12         | -               | -               | -               | -                  | -                  | -                  | -           | -           | -           | 18     | 12     |
| 2010                     | Internacional            | A1/RS+A                  | 8+25       | 4+7        | -               | -               | -               | CL                 | 1                  | 1                  | Cmc         | 1           | 0           | 35     | 12     |
| 2011                     | Internacional            | A1/RS+A                  | 13+28      | 17+14      | -               | -               | -               | CL                 | 8                  | 4                  | RSA         | 2           | 3           | 51     | 38     |
| 2012                     | Internacional            | A1/RS+A                  | 14+19      | 11+7       | -               | -               | -               | CL                 | 10                 | 6                  | -           | -           | -           | 43     | 24     |
| 2013                     | Internacional            | A1/RS+A                  | 17+26      | 8+5        | CB              | 5               | 0               | -                  | -                  | -                  | -           | -           | -           | 48     | 13     |
| 2014                     | Santos                   | A1/SP+A                  | 13+26      | 5+6        | CB              | 5               | 0               | -                  | -                  | -                  | -           | -           | -           | 44     | 11     |
| 2015                     | Cruzeiro                 | M1/MG+A                  | 12+23      | 9+4        | CB              | 2               | 1               | CL                 | 9                  | 4                  | -           | -           | -           | 46     | 18     |
| feb.-giu. 2016           | Betis                    | PD                       | 3          | 0          | CR              | -               | -               | -                  | -                  | -                  | -           | -           | -           | 3      | 0      |
| lug.-dic. 2016           | Flamengo                 | A                        | 15         | 2          | CB              | -               | -               | CS                 | 1                  | 0                  | -           | -           | -           | 16     | 2      |
| gen.-lug. 2017           | Flamengo                 | A/RJ+A                   | 10+7       | 4+3        | CB              | 2               | 0               | CS+CS              | 2+1                | 0+1                | PL          | 1           | 0           | 23     | 8      |
| Totale Flamengo          | Totale Flamengo          | Totale Flamengo          | 10+22      | 4+5        |                 | 2               | 0               |                    | 4                  | 1                  |             | 1           | 0           | 39     | 10     |
| lug.-dic. 2017           | Internacional            | B                        | 17         | 8          | CB              | -               | -               | -                  | -                  | -                  | -           | -           | -           | 17     | 8      |
| 2018                     | Internacional            | A1/RS+A                  | 4+26       | 0+10       | CB              | 2               | 1               | -                  | -                  | -                  | -           | -           | -           | 32     | 11     |
| Totale Internacional     | Totale Internacional     | Totale Internacional     | 56+141     | 40+51      |                 | 7               | 1               |                    | 19                 | 11                 |             | 3           | 3           | 226    | 106    |
| 2019                     | Kawasaki Frontale        | J1                       | 23         | 9          | CG+CdL          | 3+5             | 1+1             | ACL                | 6                  | 2                  | SG          | 1           | 1           | 38     | 14     |
| 2020                     | Kawasaki Frontale        | J1                       | 34         | 13         | CG+CdL          | 2+4             | 0+1             | -                  | -                  | -                  | -           | -           | -           | 40     | 14     |
| 2021                     | Kawasaki Frontale        | J1                       | 35         | 23         | CG+CdL          | 5+2             | 1+1             | ACL                | 5                  | 6                  | SG          | 1           | 0           | 48     | 31     |
| 2022                     | Kawasaki Frontale        | J1                       | 23         | 5          | CG+CdL          | 1+2             | 0+0             | ACL                | 3                  | 2                  | SG          | 1           | 0           | 30     | 7      |
| 2023                     | Kawasaki Frontale        | J1                       | 12         | 3          | CG+CdL          | 3+2             | 1+0             | ACL                | 5                  | 1                  | -           | -           | -           | 22     | 5      |
| Totale Kawasaki Frontale | Totale Kawasaki Frontale | Totale Kawasaki Frontale | 127        | 53         |                 | 29              | 6               |                    | 19                 | 11                 |             | 3           | 1           | 178    | 71     |
| 2024                     | Coritiba                 | A1/PR+B                  | 4+12       | 2+1        | CB              | 0               | 0               | -                  | -                  | -                  | -           | -           | -           | 16     | 3      |
| Totale carriera          | Totale carriera          | Totale carriera          | 493        | 203        |                 | 45              | 8               |                    | 51                 | 27                 |             | 7           | 4           | 596    | 242    |

### Cronologia presenze e reti in nazionale
| Cronologia completa delle presenze e delle reti in nazionale ― Brasile | Cronologia completa delle presenze e delle reti in nazionale ― Brasile | Cronologia completa delle presenze e delle reti in nazionale ― Brasile | Cronologia completa delle presenze e delle reti in nazionale ― Brasile | Cronologia completa delle presenze e delle reti in nazionale ― Brasile | Cronologia completa delle presenze e delle reti in nazionale ― Brasile | Cronologia completa delle presenze e delle reti in nazionale ― Brasile | Cronologia completa delle presenze e delle reti in nazionale ― Brasile |
| Data                                                                   | Città                                                                  | In casa                                                                | Risultato                                                              | Ospiti                                                                 | Competizione                                                           | Reti                                                                   | Note                                                                   |
| ---------------------------------------------------------------------- | ---------------------------------------------------------------------- | ---------------------------------------------------------------------- | ---------------------------------------------------------------------- | ---------------------------------------------------------------------- | ---------------------------------------------------------------------- | ---------------------------------------------------------------------- | ---------------------------------------------------------------------- |
| 27-3-2011                                                              | Londra                                                                 | Brasile                                                                | 2 – 0                                                                  | Scozia                                                                 | Amichevole                                                             | -                                                                      |                                                                        |
| 4-6-2011                                                               | Goiânia                                                                | Brasile                                                                | 0 – 0                                                                  | Paesi Bassi                                                            | Amichevole                                                             | -                                                                      |                                                                        |
| 5-9-2011                                                               | Londra                                                                 | Brasile                                                                | 1 – 0                                                                  | Ghana                                                                  | Amichevole                                                             | 1                                                                      |                                                                        |
| 14-9-2011                                                              | Córdoba                                                                | Argentina                                                              | 0 – 0                                                                  | Brasile                                                                | Superclásico de las Américas 2011                                      | -                                                                      |                                                                        |
| 28-2-2012                                                              | San Gallo                                                              | Bosnia ed Erzegovina                                                   | 1 – 2                                                                  | Brasile                                                                | Amichevole                                                             | -                                                                      |                                                                        |
| 26-5-2012                                                              | Amburgo                                                                | Danimarca                                                              | 1 – 3                                                                  | Brasile                                                                | Amichevole                                                             | -                                                                      |                                                                        |
| 30-5-2012                                                              | East Rutherford                                                        | Stati Uniti                                                            | 1 – 4                                                                  | Brasile                                                                | Amichevole                                                             | -                                                                      |                                                                        |
| 3-6-2012                                                               | Arlington                                                              | Brasile                                                                | 0 – 2                                                                  | Messico                                                                | Amichevole                                                             | -                                                                      |                                                                        |
| 9-6-2012                                                               | New York                                                               | Argentina                                                              | 4 – 3                                                                  | Brasile                                                                | Amichevole                                                             | -                                                                      |                                                                        |
| 15-8-2012                                                              | Solna                                                                  | Svezia                                                                 | 0 – 3                                                                  | Brasile                                                                | Amichevole                                                             | 1                                                                      |                                                                        |
| 7-9-2012                                                               | San Paolo                                                              | Brasile                                                                | 1 – 0                                                                  | Sudafrica                                                              | Amichevole                                                             | -                                                                      |                                                                        |
| 10-9-2012                                                              | Recife                                                                 | Brasile                                                                | 8 – 0                                                                  | Cina                                                                   | Amichevole                                                             | -                                                                      |                                                                        |
| 19-9-2012                                                              | Goiânia                                                                | Brasile                                                                | 2 – 1                                                                  | Argentina                                                              | Superclásico de las Américas 2012                                      | -                                                                      |                                                                        |
| 16-10-2012                                                             | Breslavia                                                              | Giappone                                                               | 0 – 4                                                                  | Brasile                                                                | Amichevole                                                             | -                                                                      |                                                                        |
| 6-4-2013                                                               | Santa Cruz de la Sierra                                                | Bolivia                                                                | 0 – 4                                                                  | Brasile                                                                | Amichevole                                                             | 1                                                                      |                                                                        |
| 24-4-2013                                                              | Belo Horizonte                                                         | Brasile                                                                | 2 – 2                                                                  | Cile                                                                   | Amichevole                                                             | -                                                                      |                                                                        |
| 2-6-2013                                                               | Rio de Janeiro                                                         | Brasile                                                                | 2 – 2                                                                  | Inghilterra                                                            | Amichevole                                                             | -                                                                      |                                                                        |
| Totale                                                                 |                                                                        | Presenze                                                               | 17                                                                     |                                                                        | Reti                                                                   | 3                                                                      |                                                                        |

| Cronologia completa delle presenze e delle reti in nazionale ― Brasile olimpica | Cronologia completa delle presenze e delle reti in nazionale ― Brasile olimpica | Cronologia completa delle presenze e delle reti in nazionale ― Brasile olimpica | Cronologia completa delle presenze e delle reti in nazionale ― Brasile olimpica | Cronologia completa delle presenze e delle reti in nazionale ― Brasile olimpica | Cronologia completa delle presenze e delle reti in nazionale ― Brasile olimpica | Cronologia completa delle presenze e delle reti in nazionale ― Brasile olimpica | Cronologia completa delle presenze e delle reti in nazionale ― Brasile olimpica |
| Data                                                                            | Città                                                                           | In casa                                                                         | Risultato                                                                       | Ospiti                                                                          | Competizione                                                                    | Reti                                                                            | Note                                                                            |
| ------------------------------------------------------------------------------- | ------------------------------------------------------------------------------- | ------------------------------------------------------------------------------- | ------------------------------------------------------------------------------- | ------------------------------------------------------------------------------- | ------------------------------------------------------------------------------- | ------------------------------------------------------------------------------- | ------------------------------------------------------------------------------- |
| 20-7-2012                                                                       | Middlesbrough                                                                   | Regno Unito olimpica                                                            | 0 – 2                                                                           | Brasile olimpica                                                                | Amichevole                                                                      | -                                                                               |                                                                                 |
| 26-7-2012                                                                       | Cardiff                                                                         | Egitto olimpica                                                                 | 2 – 3                                                                           | Brasile olimpica                                                                | Olimpiadi 2012 - 1º turno                                                       | 1                                                                               |                                                                                 |
| 1-8-2012                                                                        | Newcastle upon Tyne                                                             | Brasile olimpica                                                                | 3 – 0                                                                           | Nuova Zelanda olimpica                                                          | Olimpiadi 2012 - 1º turno                                                       | 1                                                                               |                                                                                 |
| 4-8-2012                                                                        | Newcastle upon Tyne                                                             | Brasile olimpica                                                                | 3 – 2                                                                           | Honduras olimpica                                                               | Olimpiadi 2012 - Quarti                                                         | 2                                                                               | 80’ 89’                                                                         |
| 7-8-2012                                                                        | Manchester                                                                      | Corea del Sud olimpica                                                          | 0 – 3                                                                           | Brasile olimpica                                                                | Olimpiadi 2012 - Semifinale                                                     | 2                                                                               | 77’                                                                             |
| 11-8-2012                                                                       | Londra                                                                          | Brasile olimpica                                                                | 1 – 2                                                                           | Messico olimpica                                                                | Olimpiadi 2012 - Finale                                                         | -                                                                               | 91’                                                                             |
| Totale                                                                          |                                                                                 | Presenze                                                                        | 6                                                                               |                                                                                 | Reti                                                                            | 6                                                                               |                                                                                 |

## Palmarès

### Club

#### Competizioni statali
- Campionato Gaúcho: 3

Internacional: 2011, 2012, 2013
- Campionato Carioca: 1

Flamengo: 2017

#### Competizioni nazionali
- Supercoppa del Giappone: 2

Kawasaki Frontale: 2019, 2021
- Coppa J. League: 1

Kawasaki Frontale: 2019
- Campionato giapponese: 2

Kawasaki Frontale: 2020, 2021
- Coppa dell'Imperatore: 2

Kawasaki Frontale: 2020, 2023

#### Competizioni internazionali
- Coppa Libertadores: 1

Internacional: 2010
- Recopa Sudamericana: 1

Internacional: 2011

### Nazionale
- Argento olimpico: 1

Londra 2012

### Individuale
- Capocannoniere del campionato Gaúcho: 2

2011 (17 gol), 2012 (11 gol)
- Capocannoniere dei giochi olimpici: 1

Londra 2012 (6 gol)
- Capocannoniere del campionato giapponese: 1

2021 (23 gol, a pari merito con Daizen Maeda)
- Miglior giocatore del campionato giapponese: 1

2021
- Squadra del campionato giapponese: 1

2021